# TUT - Teatro da Universidade Técnica

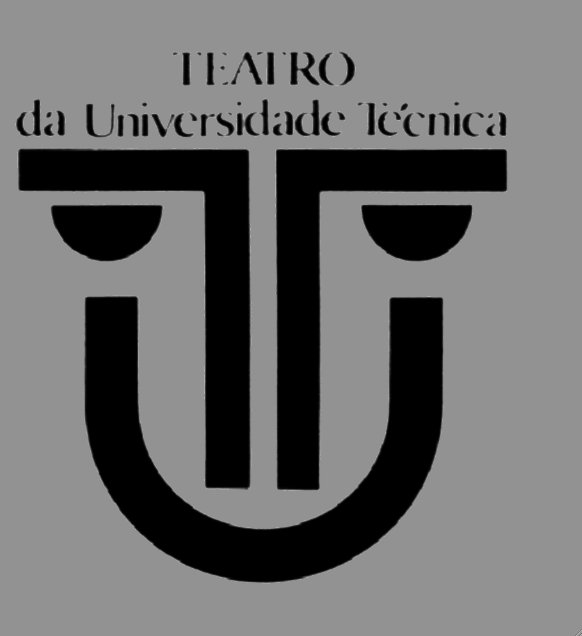
Logotipo do TUT.

O TUT - Teatro Académico da Universidade de Lisboa é um  grupo de teatro estudantil português.

## História
Anteriormente denominado Grupo de Teatro da Universidade Técnica de Lisboa (UTL), foi fundado em outubro de 1981, pelo Professor Jorge Listopad, a convite do Professor Eduardo de Arantes e Oliveira, então reitor da UTL, atual Universidade de Lisboa (ULisboa). atualmente, o grupo é dirigido por Júlio Martín da Fonseca.

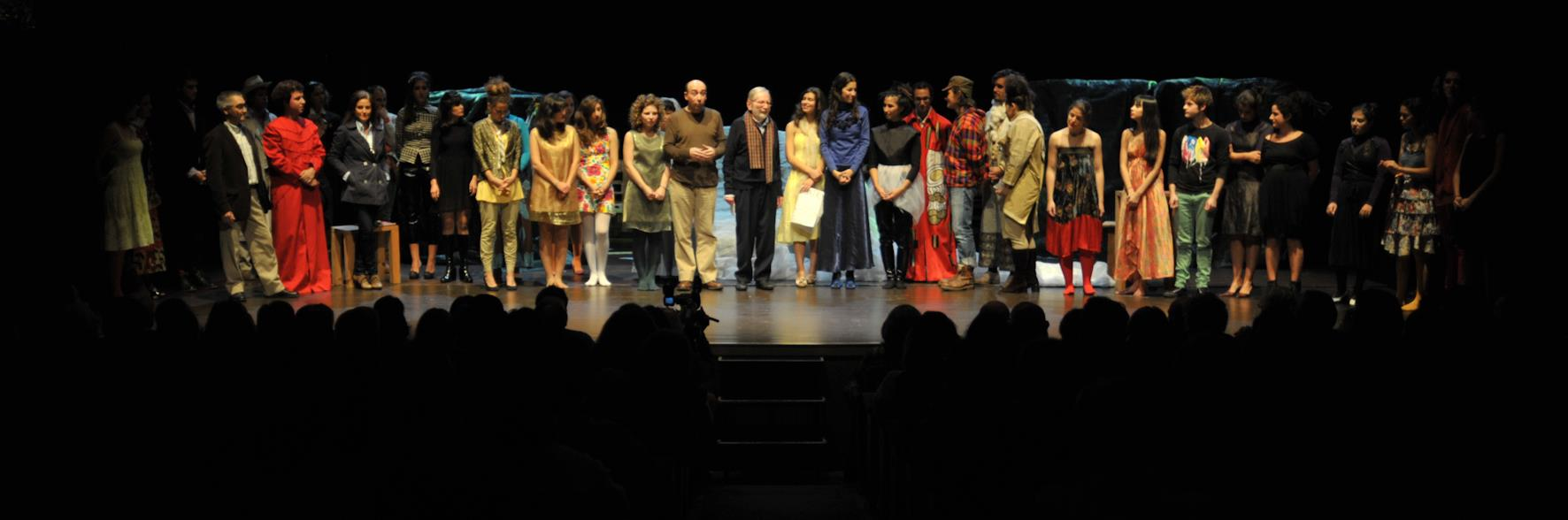
Comemoração dos 30 anos do TUT. Teatro da Trindade, novembro de;2011.

Desde então, o TUT tem proporcionado, através do teatro, um espaço de formação e desenvolvimento pessoal, cultural e artístico, complementar ao ensino das ciências e das técnicas, assumindo assim importância particular da formação universitária. O TUT entende que a prática teatral se deve constituir como um laboratório que realiza uma transversalidade de saberes - como a arte, a educação, a comunicação e a ciência - instaurando um espaço imprescindível de liberdade, intimidade e experimentação - de si próprio, com os outros e com o mundo em que vivemos. Através do jogo teatral, da linguagem cénica e das emoções dramáticas, sem esquecer uma experiência vivencial de interrelacionamento humano, fundamental para habitar plenamente na nossa complexa sociedade, o TUT tem oferecido a possibilidade de adquirir um conjunto de instrumentos que viabilizem uma leitura crítica e criativa da realidade sociocultural. O teatro, particularmente na universidade, sendo um laboratório da vida, analisa-a, recriando-a; ouve-a, dando-lhe voz; observa-a, dando-a a ver; experimenta-a, submetendo-a à prova do bico de Bunsen - que é a cena -, numa procura intemporal do verso uno, num encontro permanente dos versos plurais e numa construção cada dia renovada, no seio da alma mater universitária. No caso específico do TUT, que pertence a uma universidade técnica, o teatro é uma necessidade, para que aquela cumpra a sua função de desenvolvimento global do ser humano, uma vez que faculta um espaço de reflexão, expressão e estímulo à comunicação, criatividade e imaginação, que se revelam conjuntamente fundamentais para qualquer formação de caráter superior.
O grupo é constituído por estudantes, professores e investigadores de várias faculdades e institutos superiores que integram a UTL. Em cursos anuais ou bianuais e como fruto do trabalho realizado, são apresentados ao público, todos os anos, um ou dois espetáculos, consoante a composição e a apetência dos seu elementos.
Nas suas três décadas de existência, o TUT tem criado espetáculos originais, a partir de textos poéticos, literários, jornalísticos, bem como de obras teatrais clássicas ou contemporâneas, visitando autores tão diversos como Konstantínos Kaváfis, Jorge Luís Borges, Claudel, Alberto Pimenta, Francisco Tenreiro, Büchner, Goldoni, Ibne Azme, Chaucer, Calderón de la Barca, Ghelderode, Camões, Almeida Garrett, Jorge de Sena, Gabriel García Márquez, Kafka, Ljubomir Simović, Cesário Verde, Alexandre O'Neill, Ruy Belo, João Pedro Grabato Dias, Álvaro de Campos, Vasco Graça Moura, Brecht, António José da Silva, Gil Vicente, Anrique da Mota, Robert Walser, Saint-Exupéry, George Steiner, Teolinda Gersão, Edel Atemkristall, Ramiro Osório, Eurípides, Almada Negreiros, António Patrício, Dino Buzzati, Jorge Listopad, Antonin Artaud, Jaime Salazar Sampaio, os irmãos Karel e Josef Čapek, Sófocles, Jean Anouilh e Maria Zambrano.
Também com o TUT têm colaborado, quer a nível de formação quer dos espetáculos, inúmeros profissionais das mais variadas áreas: Vera Castro e Nuno Carinhas, como  figurinistas; os músicos Jorge Lima Barreto e Vítor Rua, do Telectu, e Carlos Zíngaro; Bernardo Gama, como coreógrafo; Luís de Almeida e José Carlos Nascimento, como desenhadores de luz, entre muitos outros.
O TUT tem apresentado os seus espetáculos nos mais diversos locais, interiores ou exteriores, desde palácios, jardins, bibliotecas, museus, navios, Torre de Belém, Central Tejo, armazéns ou auditórios, revelando uma hábil adaptação a diferentes espaços. Tem participado também em festivais de teatro, nacionais e internacionais, sendo de realçar as deslocações a Pontevedra (Espanha), Grenoble (França), Bratislava (Eslováquia), Olomouc (República Checa) e Ourense (Espanha).
Os espetáculos do TUT têm conquistado o elogio unânime do público e da crítica, tendo recebido, apesar de ser um grupo universitário, três prémios da Associação Portuguesa de Críticos de Teatro.
Instalado, durante os primeiros anos, na reitoria da UTL e outros espaços, entre os quais o Laboratório Nacional de Engenharia Civil e o Instituto Superior de Agronomia, onde funcionou de;2001 a;2008, o TUT ganhou finalmente uma sede própria e desenvolve atualmente as suas actividades nas instalações do Palácio Burnay.
Desde 2009, e com nova direção, assegurada por Nuno Cortez, Manuel Vieira e Júlio Martín da Fonseca, o TUT é uma associação de caráter cultural, pedagógico e científico, que tem por objeto a promoção de ações de desenvolvimento do ensino e da arte, na área do teatro e expressão dramática e no âmbito da produção artística.

## Memórias do TUT
2013
Antígonas
A partir de Sófocles, Jean Anouilh, Bertolt Brecht e Maria Zambrano
18.º MITEU – Mostra Internacional de Teatro Universitário de Ourense – Espanha
14.º FATAL – Festival Anual de Teatro Académico de Lisboa
Palácio Burnay
Trilogia dos amores malditos
Participação na leitura coordenada por Jorge Listopad de textos de Mário Sério
Lançamento do livro Trilogia dos amores malditos no Salão Nobre do Teatro Nacional Dona Maria II
Antígonas em Liberdade
Apresentações em happenings com cenas de Antígonas
18.º MITEU – Mostra Internacional de Teatro Universitário de Ourense – Espanha
Jardim Botânico da Ajuda, no âmbito do dia Cultura em Liberdade, festejado a 25 de Abril
2012
Antígonas
A partir de Sófocles, Jean Anouilh, Bertolt Brecht e Maria Zambrano
Teatro da Malaposta
Teatro do Bairro
Palácio Burnay
Liberdade
A partir do poema homónimo de Paul Éluard
Aula Magna da Reitoria da Universidade de Lisboa
Auto do Levantamento e Juramento d´El-Rei Dom João IV
A partir do pronunciado por Francisco de Andrade Leitão em 15 de Dezembro de 1640
Palácio da Independência
2011
Comemorações dos 30 anos do TUT
Dramatização dos poemas de Constantine Cavafy À Espera dos Bárbaros e de Paul Éluard Liberdade e apresentação da peça Comédia de Insectos a partir do texto Ze života hmyzu de Josef e Karel Čapek
Teatro da Trindade
Venenos Indispensáveis
A partir de textos de Jaime Salazar Sampaio
Instituto Superior de Agronomia, no âmbito do encontro verão na Técnica
Comédia de Insectos
Segundo Karel Čapek e Josef Capek
Teatro da Malaposta
Palácio Burnay
2010
Venenos Indispensáveis
Segundo Jaime Salazar Sampaio
Teatro da Malaposta
Palácio Burnay
Teatro Florbela Espanca, Vila Viçosa
MUDE - Museu do Design e da Moda, Festival dos Oceanos
2009
Os Cenci II
Segundo a peça homónima de Antonin Artaud
Palácio Burnay
2008
Os Cenci
Segundo a peça homónima de Antonin Artaud
Cabaret Maxime
2007
Triplo Salto
A partir de três contos do livro Os Sete Mensageiros de Dino Buzzati
Central Tejo – Museu da Electricidade
Instituto Superior de Agronomia
2006
Só… no Quartier Latin
A partir do poema Lusitânia no Bairro Latino de António Nobre e de textos de Camões, Cesário, Grabato Dias, O'Neill e Pessoa
Teatro da Trindade
Instituto Superior de Agronomia
Teatro Municipal Mirita Casimiro, no Monte de Estoril
Cine-Teatro Avenida de Castelo Branco
Biblioteca Municipal Eugénio de Andrade, no Fundão
Teatro Cinearte, A Barraca
2005
Deserto Habitado
A partir de textos de António Patrício, Almada Negreiros, Saint-Exupéry, Ramiro Osório, Dino Buzzati e Jorge Listopad
Jardim de Inverno do Teatro São Luiz
XVII Rencontres de Théâtre et Jeunesse pour l’Europe – Grenoble – França
2004
Pierrot e Arlequim na Reitoria
A partir de Pierrot e Arlequim de Almada Negreiros
Reitoria da Universidade Técnica de Lisboa
O Principezinho, Pierrot e Arlequim
A partir de Pierrot e Arlequim de Almada Negreiros e de O principezinho de Saint-Exupéry
Instituto Superior de Agronomia
Deserto Habitado
A partir de textos de António Patrício, Almada Negreiros, Saint-Exupéry, Ramiro Osório, Dino Buzzati e Jorge Listopad
Instituto Superior de Agronomia
2003
Quem foi o Arquitecto da Torre de Babel? - Excertos
A partir de textos de Saint-Exupéry, George Steiner e Jorge Listopad
Faculdade de Motricidade Humana
Amor cinza perfeito
Leitura orientada de textos de Edel Atemkristall e de Ramiro Osório
Lançamento do livro Amor Cinza Perfeito na sala de exposições da Sociedade Portuguesa de Autores
Hipólito e Fedra: 1.º Assalto
A partir da tragédia grega de Eurípides Hipólito
Espaço Teatro da Garagem
2002
Quem foi o Arquitecto da Torre de Babel?
A partir de textos de Saint-Exupéry, George Steiner e Jorge Listopad
XIV Rencontres de Théâtre et Jeunesse pour l’Europe – Grenoble – França 
Central Tejo – Museu da Electricidade
Histórias de ver e de andar
Apresentação de alguns contos do livro homónimo de Teolinda Gersão
Lançamento do livro de contos de Teolinda Gersão no foyer do Teatro da Trindade
2001
Gata Borralheira
Segundo a peça homónima de Robert Walser
Pequeno Auditório da Caixa Geral de Depósitos, no âmbito do 70.º aniversário da Universidade Técnica de Lisboa 
Biblioteca do Edifício Central – Instituto Superior de Agronomia 
Festival Poetry Without Borders – Olomouc, República Checa 
Teatro Cinearte – A Barraca
1999
Os burros no Teatro português
A partir de textos de António José da Silva, Anrique da Mota, Gil Vicente e Alexandre O’Neill
Laboratório Nacional de Engenharia Civil 
Biblioteca do Instituto Superior de Agronomia no âmbito da Semana Cultural do ISA
Faculdade de Motricidade Humana
1998
A Ronda dos Meninos
A partir da obra A Ronda dos Meninos Expostos de Vasco Graça Moura, com excertos de Medeia de Eurípides e A Excepção e a Regra de Bertolt Brecht.
Teatro Cinearte – A Barraca
Participação no festival internacional de teatro XV FESTA, em Almada, na sala Virgílio Martinho do Teatro Municipal de Almada
A Porta da Lei
Apresentação do conto A Porta da Lei extraído da obra O Processo de Kafka, no âmbito do ciclo de conferências 100 Livros Deste Século
Centro Cultural de Belém
Os burros no Teatro português - 1.ª Parte
A partir da peça D. Quixote e Sancho Pança de António José da Silva, o Judeu
Centro de Estudos Judiciários 
1997
Hotel Savoy
Colaboração especial com o Teatro da Garagem. Peça a partir do romance homónimo de Joseph Roth.
Sala polivalente do ACARTE - Fundação Calouste Gulbenkian
A Ronda dos Meninos
A partir da obra A Ronda dos Meninos Expostos de Vasco Graça Moura com excertos de Medeia de Eurípides e A Excepção e a Regra de Bertolt Brecht.
Sala de Convívio do Laboratório Nacional de Engenharia Civil (LNEC)
Centro de Estudos Judiciários 
Instituto Português da Juventude – Faro 
Palácio de Fronteira
1996
Lusofonias
Dramatização de Poesia de Expressão Portuguesa, sobre alguns poemas de Cesário Verde, Alexandre O’Neil, Ruy Belo e José Pedro Grabato Dias
Foyer do Bloco Principal da Fundação Calouste Gulbenkian
A Detenção dos Actores do Teatro Ambulante Chopalovitch
Segundo a peça O Teatro Ambulante de Chopalovitch de Ljubomir Simović
Participação I Mostra de Teatro Universitário, em Pontevedra, Galiza
Reposição no Teatro Cinearte
A Arte e a Engenharia
Dramatização de Poemas de Álvaro de Campos
Inauguração do Pavilhão Ferry Borges, no âmbito do 50.º aniversário do Laboratório Nacional de Engenharia Civil
1995
A Detenção dos Actores do Teatro Ambulante Chopalovitch
Segundo a peça O Teatro Ambulante de Chopalovitch de Lioubomir Simovitch
Teatro Cinearte
Participação no Festival de Teatro XVII Citemor, em Montemor-o-Velho, no Teatro Esther de Carvalho
1994
O Teatro Ambulante Chopalovitch - 1.ª parte
Segundo a peça homónima de Lioubomir Simovitch
Jardins da Reitoria da Universidade Técnica de Lisboa
O Valente Soldado Schveik
Colaboração especial com a Companhia de Teatro de Almada. Peça a partir do romance homónimo de Jaroslav Hasek
Teatro Municipal de Almada
1993
Marques & Kompanhia II
Participação na Bienal Universitária de Coimbra - BUC
Teatro Gil Vicente
Para onde foram os pedreiros na noite em que ficou pronta a muralha da China
Dramatização de textos de Kavafy, Franz Kafka, Gabriel García Márquez, e Jorge Listopad
Teatro da Malaposta
Palácio da Cerca - X Festival de Almada
1992
Ivanov
Participação especial de alguns membros do TUT na gravação para a RTP da peça homónima de Anton Tchekov
RTP
Marques & Kompanhia II
Dramatização de textos de Kavafy, Franz Kafka, Gabriel García Márquez, e Jorge Listopad
Festival Istropolitana Project - Bratislava
1991
Marques & Kompanhia
Dramatização de textos de Kavafy, Franz Kafka, Gabriel García Márquez, e Jorge Listopad
Rencontres de Théâtre et Jeunesse pour l’Europe - Grenoble 
1990
Portugal Três
Dramatização de textos de Luís de Camões, Almeida Garrett e Jorge de Sena
Reitoria da Universidade Técnica de Lisboa
1988
Segismundo na Torre de Belém
Segundo La Vida És Sueño de Calderón de La Barca
Torre de Belém
Segismundo (A Vida é Sonho)
Segundo La Vida És Sueño de Calderón de la Barca. Participação no Verão do Barroco
Crato e Moncorvo
As casas não acontecem, habitam-se!
Dramatização de um texto de Isabel Leonor Neto Salvado, 1.º Prémio de texto do DN Jovem
Reitoria da Universidade Técnica de Lisboa 
1987
Sentimento de um Ocidental
Dramatização do poema homónimo de Cesário Verde
Reitoria da Universidade Técnica de Lisboa
De King-Kong a King
Excertos de A Vida É Sonho, de Calderón de La Barca. Apresentado por ocasião da tomada de posse do reitor da Universidade Técnica de Lisboa
Reitoria da Universidade Técnica de Lisboa
Cristóvão Colombo
Segundo a peça homónima de Michel de Ghelderode
Navios Ponta Delgada e Gil Eanes - Cais de Alcântara
1986
Doce Inimigo
Segundo o conto The Woman of Bath dos The Canterbury Tales de Geoffrey Chaucer
Participação na Bienal Universitária de Coimbra - BUC - Teatro Gil Vicente
Jardim das Delícias
Dramatização de poemas de amor de Ibne Azme
Participação no III Festival do Teatro de Almada
Viagem ao Mundo do Teatro - Esta Noite Improvisa-se
Exercício teatral com base na experiência do grupo
ISCTE - Semana Cultural de Recepção ao Novo Aluno, Instituto Superior Técnico - 75.º Aniversário da AEIST
1985
O Jardim das Delícias
Dramatização de poemas de amor de Ibne Azme
Segundos Encontros de Poesia em Vila Viçosa
Orfeu Dizem Negro...
Dramatização de Poesia Africana de Expressão Portuguesa
Sala Polivalente - Serviço ACARTE - Fundação Calouste Gulbenkian
Doce Inimigo
Segundo o conto The Woman of Bath dos The Canterbury Tales de Geoffrey Chaucer
Halley Hall - Centro Comercial das Amoreiras
Este espetáculo recebeu três prémios da Associação Portuguesa de Críticos de Teatro:
* Prémio Actor Revelação
* Prémio Melhor Figurino
* Prémio Especial pela Qualidade Absoluta
1984
Leôncio e Lena na Estalagem de Mirandolina
Fusão de Leonce und Lena de G. Büchner com La Locandiera de Carlo Goldoni
Reitoria da Universidade Técnica de Lisboa 
1983
Everything and Nothing
Dramatização de texto de El Hacedor de Jorge Luís Borges
Biblioteca do Instituto Superior de Economia e Gestão
Anúncio feito a Maria
Figuração especial na peça homónima de Paul Claudel, apresentada pelo Teatro Nacional Dona Maria II
Palácio da Independência
Dramatização de alguns poemas de Alberto Pimenta e Francisco Tenreiro
Por ocasião do doutoramento honoris causa do Doutor Azeredo Perdigão
Reitoria da Universidade Técnica de Lisboa
Excerto da peça La Locandiera de Carlo Goldoni e dramatização de poemas de Francisco Tenreiro
Participação no espetáculo de encerramento do I Congresso Nacional de Medicina Veterinária
Faculdade de Medicina Veterinária
1982
À Espera dos Bárbaros
Dramatização de poema de Constantin Kavafy
Teatro da Trindade